# Кемпторн, Дирк
Дирк А́ртур Ке́мпторн (англ. Dirk Arthur Kempthorne, род. 29 октября 1951, Сан-Диего, Калифорния, США) — американский политический и государственный деятель; губернатор штата Айдахо (в 1999—2006 годах) и министр внутренних дел США (в 2006—2009 годах). Дирк Кемпторн был мэром города Бойсе (столицы штата Айдахо) в 1986—1993 годах, а также сенатором США от штата Айдахо в 1993—1999 годах.

## Биография
Дирк Кемпторн родился 29 октября 1951 года в городе Сан-Диего штата Калифорния. Он проживал в городе Сан-Бернардино в том же штате, там же окончил школу San Gorgonio High School (англ.) и поступил в местный San Bernardino Valley College (англ.). Из колледжа он потом перевёлся в Айдахский университет, который окончил в 1975 году и получил диплом политолога (political science).
Первый значительный успех в политической карьере Кемпторна пришёлся на 1985 год (ему тогда было 34 года), когда он был избран мэром столицы штата Айдахо — города Бойсе. В 1989 году Кемпторн, не встретив политического сопротивления, переизбрался на второй срок.
В 1992 году республиканец Кемпторн победил кандидата от демократической партии Стива Симмса в борьбе за пост сенатора США от штата Айдахо. Дирк Кемпторн был сенатором в течение шести лет, с 1993 по 1999 год. За время сенаторства он в том числе пролоббировал пересмотр закона о безопасной питьевой воде (англ.). Перед окончанием срока своего сенаторства он имел право выставить свою кандидатуру на следующий срок, но вместо этого решил побороться за должность губернатора штата Айдахо.
На выборах губернатора Айдахо Кемпторн с большим преимуществом (68% голосов против 29%) победил кандидата от демократической партии Роберта Хантли (Robert C. Huntley). В 2002 году Кемпторн также выиграл на губернаторских выборах (56% против 42%) и остался губернатором на второй срок. Будучи губернатором, значительное внимание Кемпторн уделял проблемам детей. Он увеличил финансирование средних школ, в рамках которого была реализована программа компьютеризации учебных классов, ввёл единый реестр прививок и способствовал развитию программы современного обучения чтению в младших классах.
В марте 2006 года президент США Джордж Буш предложил Кемпторна на пост министра внутренних дел США, а в мае 2006 года он был утверждён на этот пост Сенатом США. Он проработал министром внутренних дел США до января 2009 года.
С 2010 года Дирк Кемпторн работает президентом и главным исполнительным директором (CEO) «Американского совета страхователей жизни» (American Council of Life Insurers — ACLI).
Дирк Кемпторн женат на Патрисии Кемпторн, от которой имеет двоих детей.